# Porsche 971 Panamera
Porsche 971 Panamera  är en personbil, tillverkad av den tyska biltillverkaren Porsche sedan 2016.

## Porsche 971 Panamera (2016-2020)

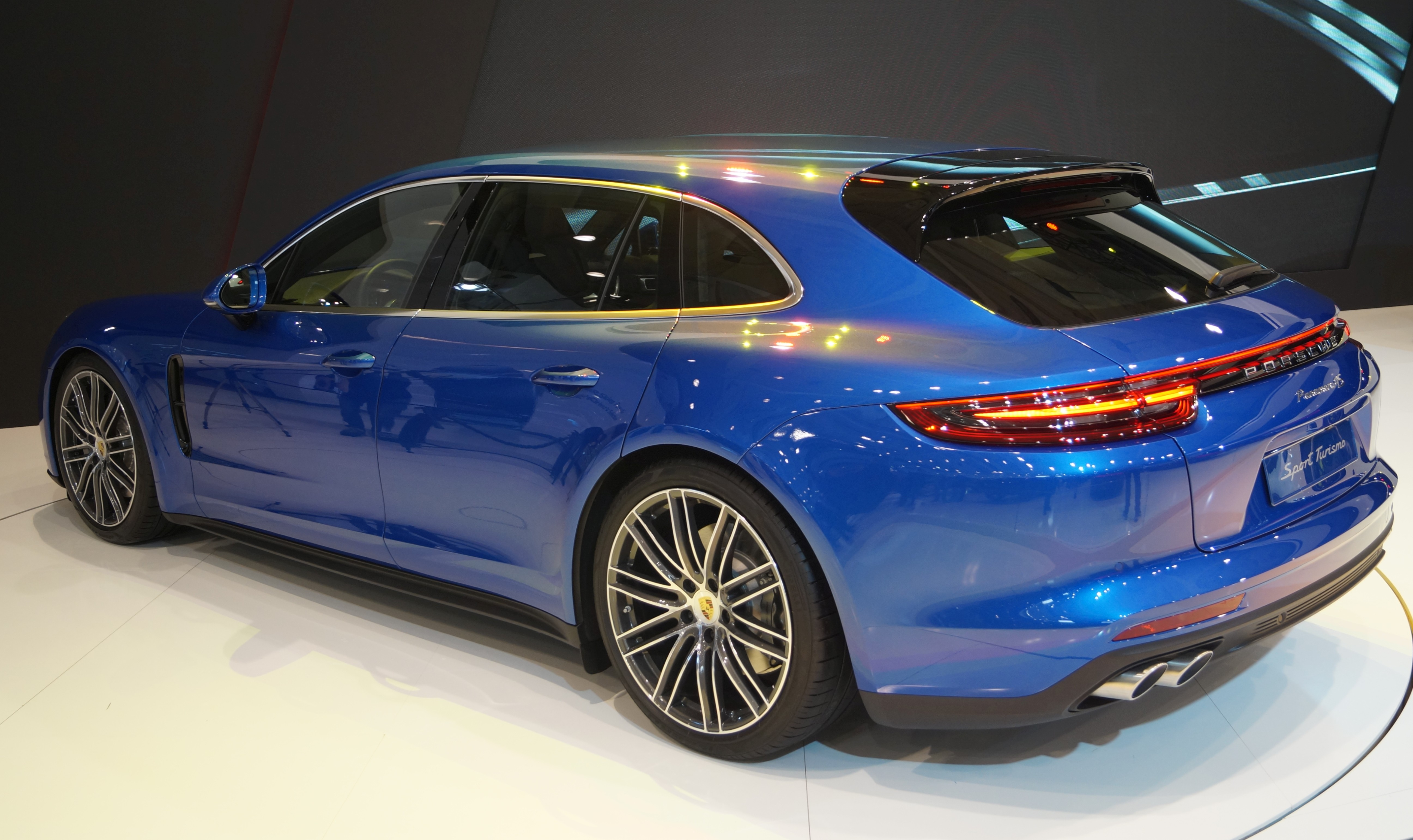
Porsche Panamera Sport Turismo

Den andra generationen Panamera bygger på en ny plattform utvecklad av Porsche. Den starkaste versionen är laddhybriden Turbo S E-Hybrid med en systemeffekt på 680 hk. 
På Genèvesalongen i mars 2017 introducerades även en kombiversion kallad Sport Turismo.

### Tekniska data
| Porsche 971:                   | Panamera                                                           | Panamera 4S                                                        | Panamera 4 E-Hybrid                                                | Panamera GTS                                                       | Panamera Turbo                                                     | Panamera Turbo S E-Hybrid                                          | Panamera 4S Diesel                                                 |
| ------------------------------ | ------------------------------------------------------------------ | ------------------------------------------------------------------ | ------------------------------------------------------------------ | ------------------------------------------------------------------ | ------------------------------------------------------------------ | ------------------------------------------------------------------ | ------------------------------------------------------------------ |
| Motor:                         | 6-cyl V-motor med turbo                                            | 6-cyl V-motor med turbo                                            | 6-cyl V-motor med turbo                                            | 8-cyl V-motor med turbo                                            | 8-cyl V-motor med turbo                                            | 8-cyl V-motor med turbo                                            | 8-cyl V-motor turbodiesel                                          |
| Cylindervolym:                 | 2995 cm³                                                           | 2894 cm³                                                           | 2894 cm³                                                           | 3996 cm³                                                           | 3996 cm³                                                           | 3996 cm³                                                           | 3956 cm³                                                           |
| Max effekt vid varvtal:        | 330 hk vid 5 400 v/min                                             | 440 hk vid 5 650 v/min                                             | 462 hk vid 5 250 v/min                                             | 460 hk vid 6 000 v/min                                             | 550 hk vid 5 750 v/min                                             | 680 hk vid 5 750 v/min                                             | 422 hk vid 3 500 v/min                                             |
| Max vridmoment vid varvtal:    | 450 Nm vid 1 340 v/min                                             | 550 Nm vid 1 750 v/min                                             | 700 Nm vid 1 100 v/min                                             | 620 Nm vid 1 800 v/min                                             | 770 Nm vid 2 000 v/min                                             | 850 Nm vid 1 400 v/min                                             | 850 Nm vid 1 000 v/min                                             |
| Ventilstyrning:                | Dubbla överliggande kamaxlar per cylinderrad, variabla ventiltider | Dubbla överliggande kamaxlar per cylinderrad, variabla ventiltider | Dubbla överliggande kamaxlar per cylinderrad, variabla ventiltider | Dubbla överliggande kamaxlar per cylinderrad, variabla ventiltider | Dubbla överliggande kamaxlar per cylinderrad, variabla ventiltider | Dubbla överliggande kamaxlar per cylinderrad, variabla ventiltider | Dubbla överliggande kamaxlar per cylinderrad, variabla ventiltider |
| Kylning:                       | Vätskekylning                                                      | Vätskekylning                                                      | Vätskekylning                                                      | Vätskekylning                                                      | Vätskekylning                                                      | Vätskekylning                                                      | Vätskekylning                                                      |
| Hybridsystem:                  | -                                                                  | -                                                                  | Elmotor på 100 kW                                                  | -                                                                  | -                                                                  | Elmotor på 100 kW                                                  | -                                                                  |
| Växellåda;                     | 8-växlad växellåda med dubbelkoppling (PDK)                        | 8-växlad växellåda med dubbelkoppling (PDK)                        | 8-växlad växellåda med dubbelkoppling (PDK)                        | 8-växlad växellåda med dubbelkoppling (PDK)                        | 8-växlad växellåda med dubbelkoppling (PDK)                        | 8-växlad växellåda med dubbelkoppling (PDK)                        | 8-växlad växellåda med dubbelkoppling (PDK)                        |
| Drivning;                      | Bakhjulsdrift Tillval: Fyrhjulsdrift                               | Fyrhjulsdrift                                                      | Fyrhjulsdrift                                                      | Fyrhjulsdrift                                                      | Fyrhjulsdrift                                                      | Fyrhjulsdrift                                                      | Fyrhjulsdrift                                                      |
| Topphastighet:                 | 264 km/h/262 km/h                                                  | 289 km/h                                                           | 278 km/h                                                           | 292 km/h                                                           | 306 km/h                                                           | 310 km/h                                                           | 285 km/h                                                           |
| Acceleration 0 - 100 km/h:     | 5,7 s/5,5 s                                                        | 4,4 s                                                              | 4,6 s                                                              | 4,1 s                                                              | 3,8 s                                                              | 3,4 s                                                              | 4,5 s                                                              |
| Bränsleförbrukning per 100 km: | 8,4 l                                                              | 8,3 l                                                              | 2,7 l                                                              | 10,3 l                                                             | 10,4 l                                                             | 3,3 l                                                              | 6,8 l                                                              |

## Porsche 971 Panamera facelift (2020-2023)
I augusti 2020 presenterades en ansiktslyftning med bland annat uppdaterade system för förarassistans och modifierade motorer.

### Tekniska data
| Porsche 971:                   | Panamera                                                           | Panamera 4S                                                        | Panamera 4 E-Hybrid                                                | Panamera 4S E-Hybrid                                               | Panamera GTS                                                       | Panamera Turbo S                                                   | Panamera Turbo S E-Hybrid                                          |
| ------------------------------ | ------------------------------------------------------------------ | ------------------------------------------------------------------ | ------------------------------------------------------------------ | ------------------------------------------------------------------ | ------------------------------------------------------------------ | ------------------------------------------------------------------ | ------------------------------------------------------------------ |
| Motor:                         | 6-cyl V-motor med turbo                                            | 6-cyl V-motor med turbo                                            | 6-cyl V-motor med turbo                                            | 6-cyl V-motor med turbo                                            | 8-cyl V-motor med turbo                                            | 8-cyl V-motor med turbo                                            | 8-cyl V-motor med turbo                                            |
| Cylindervolym:                 | 2894 cm³                                                           | 2894 cm³                                                           | 2894 cm³                                                           | 2894 cm³                                                           | 3996 cm³                                                           | 3996 cm³                                                           | 3996 cm³                                                           |
| Max effekt vid varvtal:        | 330 hk vid 5 400 v/min                                             | 440 hk vid 5 650 v/min                                             | 462 hk vid 5 400 v/min                                             | 560 hk vid 5 750 v/min                                             | 480 hk vid 6 500 v/min                                             | 630 hk vid 6 000 v/min                                             | 700 hk vid 5 750 v/min                                             |
| Max vridmoment vid varvtal:    | 450 Nm vid 1 800 v/min                                             | 550 Nm vid 2 000 v/min                                             | 700 Nm vid 1 800 v/min                                             | 750 Nm vid 1 400 v/min                                             | 620 Nm vid 1 800 v/min                                             | 820 Nm vid 2 300 v/min                                             | 870 Nm vid 2 100 v/min                                             |
| Ventilstyrning:                | Dubbla överliggande kamaxlar per cylinderrad, variabla ventiltider | Dubbla överliggande kamaxlar per cylinderrad, variabla ventiltider | Dubbla överliggande kamaxlar per cylinderrad, variabla ventiltider | Dubbla överliggande kamaxlar per cylinderrad, variabla ventiltider | Dubbla överliggande kamaxlar per cylinderrad, variabla ventiltider | Dubbla överliggande kamaxlar per cylinderrad, variabla ventiltider | Dubbla överliggande kamaxlar per cylinderrad, variabla ventiltider |
| Kylning:                       | Vätskekylning                                                      | Vätskekylning                                                      | Vätskekylning                                                      | Vätskekylning                                                      | Vätskekylning                                                      | Vätskekylning                                                      | Vätskekylning                                                      |
| Hybridsystem:                  | -                                                                  | -                                                                  | Elmotor på 100 kW                                                  | Elmotor på 100 kW                                                  | -                                                                  | -                                                                  | Elmotor på 100 kW                                                  |
| Växellåda;                     | 8-växlad växellåda med dubbelkoppling (PDK)                        | 8-växlad växellåda med dubbelkoppling (PDK)                        | 8-växlad växellåda med dubbelkoppling (PDK)                        | 8-växlad växellåda med dubbelkoppling (PDK)                        | 8-växlad växellåda med dubbelkoppling (PDK)                        | 8-växlad växellåda med dubbelkoppling (PDK)                        | 8-växlad växellåda med dubbelkoppling (PDK)                        |
| Drivning;                      | Bakhjulsdrift Tillval: Fyrhjulsdrift                               | Fyrhjulsdrift                                                      | Fyrhjulsdrift                                                      | Fyrhjulsdrift                                                      | Fyrhjulsdrift                                                      | Fyrhjulsdrift                                                      | Fyrhjulsdrift                                                      |
| Topphastighet:                 | 270 km/h/268 km/h                                                  | 295 km/h                                                           | 280 km/h                                                           | 298 km/h                                                           | 300 km/h                                                           | 315 km/h                                                           | 315 km/h                                                           |
| Acceleration 0 - 100 km/h:     | 5,6 s/5,3 s                                                        | 4,3 s                                                              | 4,4 s                                                              | 3,7 s                                                              | 3,9 s                                                              | 3,1 s                                                              | 3,2 s                                                              |
| Bränsleförbrukning per 100 km: | 8,8 l                                                              | 9,0 l                                                              | 2,2 l                                                              | 2,2 l                                                              | 10,9 l                                                             | 10,8 l                                                             | 2,7 l                                                              |